# Karstula
Karstula là một đô thị của Phần Lan.
Vị trí ở tỉnh Tây Phần Lan trong vùng Trung Phần Lan. Đô thị này có dân số 4.904 người (năm 2003) và diện tích 963,45 km² trong đó có 73,69 km² là diện tích mặt nước. Mật độ dân số là 5,1 người trên mỗi km². Năm thành lập là 1867.